# Арбан (виноград)
Арба́н (фр. Arbane) — технический (винный) сорт винограда, один из семи разрешённых сортов для производства шампанского.

## История
Автохтонный французский сорт, происходящий из департамента Об. Вероятно, название происходит от латинского слова  albana, означавшего белый виноград, которое и сейчас используется в Италии, как синонимы ряда сортов винограда. Оно, в свою очередь, происходит от латинского слова albus, что в переводе на русский значит белый.
Возможно, впервые сорт упоминается, как Alban в документах коммуны in Ле-Рисе в 1388 году. Достоверно, арбан впервые был упомянут Жаном-Антуаном Шапталем вместе с Фроменто (фр. Fromenteau) в 1801 году, как сорт для производства вин высокого качества.

…сорта Альбане и Фроменто, вина из которых высоко ценятся в этом регионе.
Оригинальный текст (фр.)…Albane et Fromenteau, espèces dont le vin est considéré dans le pays.
— 
Сорт достиг пика популярности на рубеже XIX века. После гибели виноградников от филлоксеры, посадки не были восстановлены. Из-за капризности сорта к погодно-климатическим условиям, площади его виноградников были освобождены под менее требовательные сорта. Возрождение арбана началось лишь в 1990е годы. 
В начале XXI века интерес к сорту растёт. Одним из последствий глобального потепления, является то, что у вин из главных шампанских сортов, шардоне и пино-нуар, уменьшается кислотность, что усложняет производство шампанского с нужным качеством. Арбан от повышения температуры не страдает так сильно, и можно ожидать увеличения площадей виноградников, занятых им.

## География
Во Франции сорт культивируют в незначительных объёмах в винодельческом регионе Шампань, в департаменте Об, в окрестностях коммуны Бар-сюр-Об. На 2006 год посадками занято около 1 Га виноградников.

## Основные характеристики
Кусты среднерослые. 
Листья округлые, среднерассеченные, пятилопастные. Черешковая выемка открытая, лировидная, с округлым или плоским дном.
Цветок обоеполый.
Грозди мелкие, конические, рыхлые, реже среднеплотные.
Ягоды мелкие, округлые, белые, с восковым налётом. Кожица тонкая. Мякоть сочная.
Сорт среднего периода созревания.
Урожайность низкая.
Сорт неморозоустойчив. Устойчивость к грибным болезням низкая, особенно низкая к милдью.
Существуют цветовые мутации сорта - розовокожий Arbane Rouge и тёмно-синий Arbane Noir.

## Применение
Используется для изготовления шампанских вин. Вина демонстрируют традиционную шампанскую ароматику (бриошь, белые яблоки, персики, сливки, сливочное масло), обогащённую нежными эмпироматическими тонами (поджаренные тосты, корочка хлеба), и обладают высокой кислотностью. Самый известный производитель шампанского из арбана — Moutard. Кроме них с сортом экспериментируют шампанские дома Tarlant, Bollinger, Drappier и некоторые другие.  
Правила AOC требуют, чтобы урожайность сорта ограничивали до 65 Ц/га, а уровень алкоголя в шампанском был не менее 11 об.%.

## Синонимы
Albane, Arbane Blanche, Arbanne, Arbene, Arbone, Crene, Crénillat, Darbanne.